# مكعب روبيك

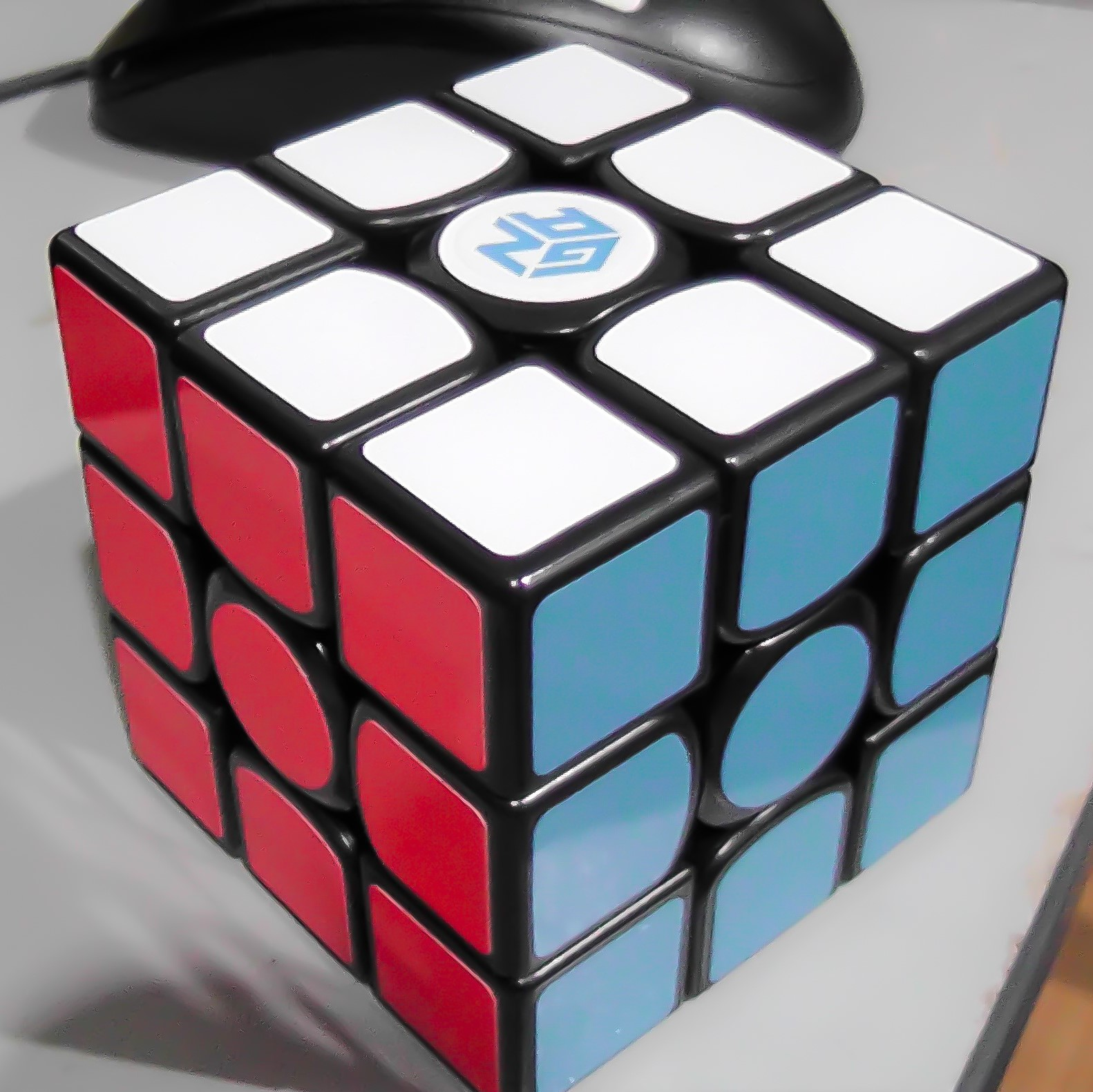
مكعب روبيك مرتب حيث كل وجه بلون واحد

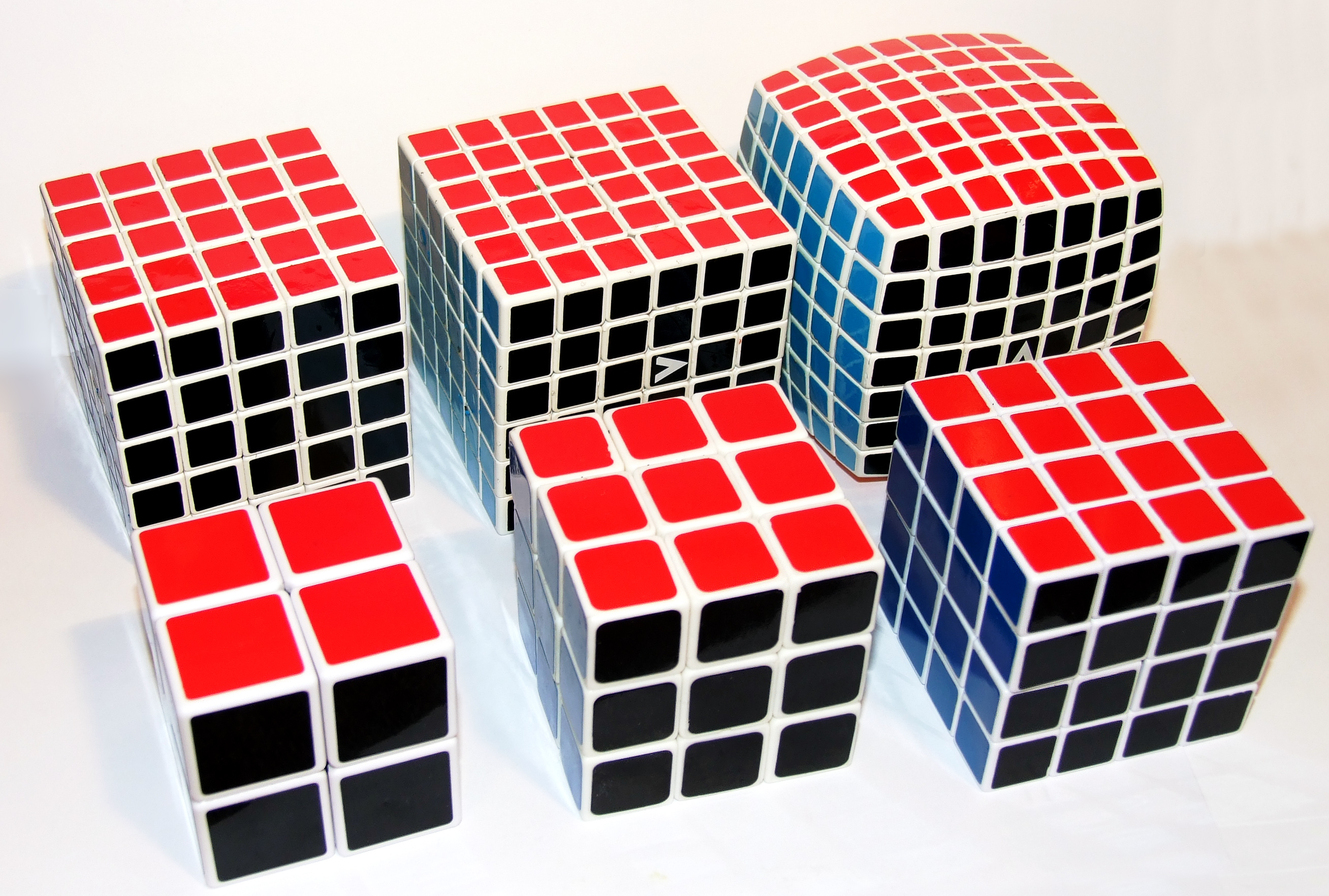
مكعبات روبيك باحتمالاتها المختلفة

مكعب روبيك أو المُستحيرة (بالإنجليزية: Rubik's Cube) هو لغز ميكانيكي ثلاثي الأبعاد اخترع في عام 1974 من قبل النحات وأستاذ العمارة المجري إرنو روبيك، وسُمي المكعب في الأصل بالمكعب السحري («ماجيك كيوب»)، ومرخص من قِبل روبيك ليتم بيعها من قِبل شركة أيديل تويز وحاز لأفضل لغز، وقد بيع منها 350,000,000 مكعبا حتى يناير 2009 في جميع أنحاء العالم مما يجعلها اللغز الأعلى مبيعًا في العالم. ويعتبر على نطاق واسع أكثر الألعاب مبيعًا في العالم.
في مكعب روبيك الكلاسيكي، يُغطى كل وجه من وجوه المكعب الستة بتسعة ملصقات، وكل وجه يُلصق بملصق واحد من بين الألوان الستة الصلبة: الأحمر، والأبيض والأزرق والبرتقالي والأخضر والأصفر، وتمكن آلية محورية بتدوير كل واجهة بشكل مستقل، وبالتالي يمكن خلط ترتيب الألوان، ولحل اللغز يجب أن يكون كل وجه بلون واحد، وقد تم إنتاج ألغاز مماثلة مع أعداد مختلفة من الملصقات، وليس كلها من صنع روبيك، وقد احتفلت النسخة الأصلية ذا الأبعاد (3×3×3) بعيدةا السنوي الأربعين في عام 2014.

## الفكرة الأساسية وتطورها

### محاولات سابقة
اخترع لاري نيكولز في مارس 1970 لغزا بأبعاد 2×2×2 مع قطع قابلة للتدوير في مجموعات وحصل على براءة اختراع كندية بذلك، واستعمل المغناطيس في تثبيت القطع ببعضها، ومنح نيكولز براءة على اختراعه في 11 أبريل 1972 وذلك قبل سنتين من اختراع روبيك لمكعبهِ.
وتقدم فرانك فوكس في 9 أبريل 1970 بطلب براءة لاختراعه لغز «ذات ابعاد كروية 3×3×3»، وحصل على براءة اختراع في المملكة المتحدة (1344259) في 16 يناير 1974.

### اختراع روبيك

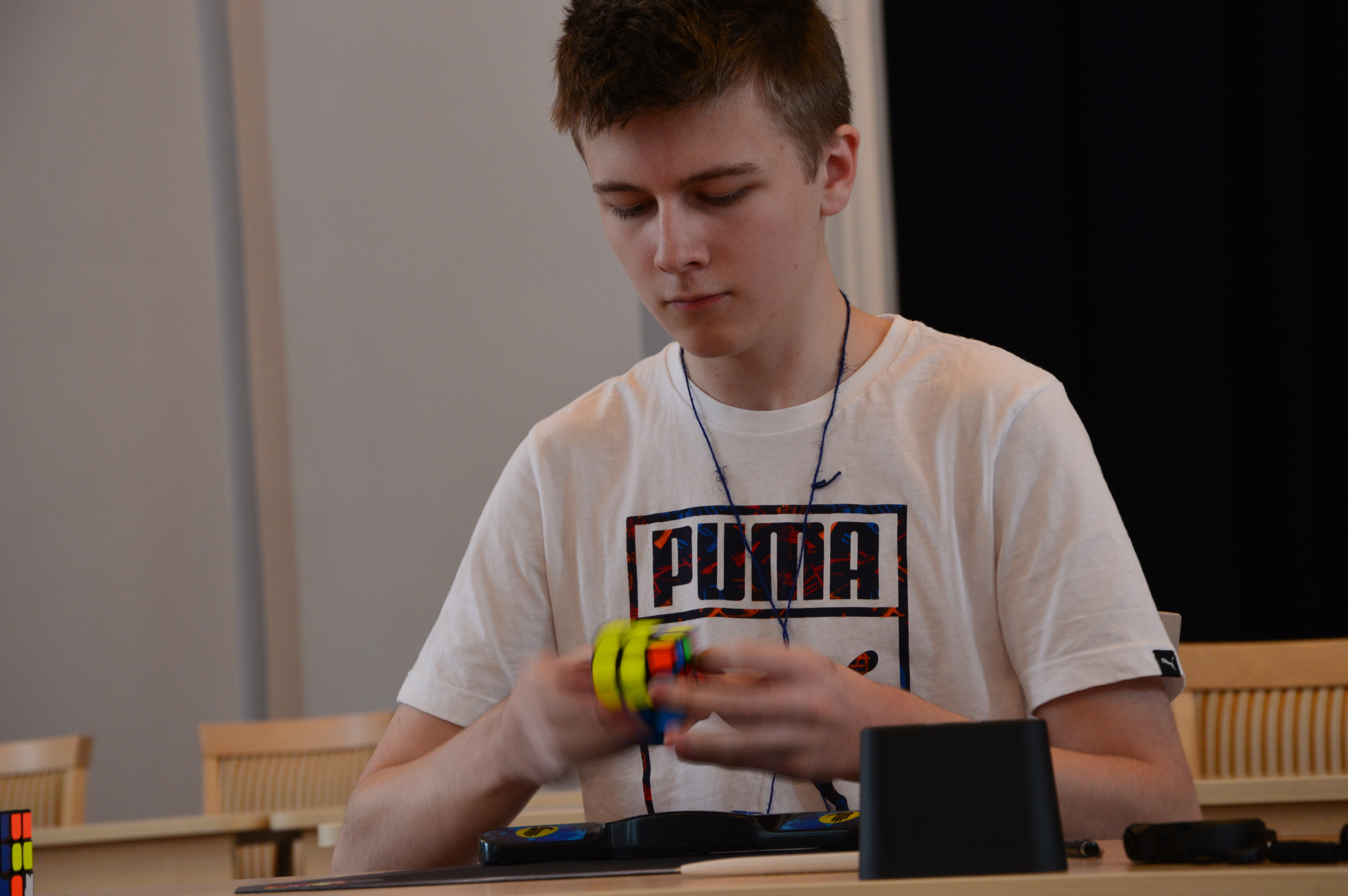
لاعب يقوم بحل لغز مكعب روبيك

عمل إرنو روبيك في منتصف عقد السبعينيات في قسم التصميم الداخلي في أكاديمية الفنون التطبيقية والحرف في بودابست، ويقال على نطاق واسع أنه بنى المكعب أداةً تعليمية لمساعدة طلابه على فهم الكائنات الثلاثية الأبعاد ولكن هدفه الفعلي كان إيجاد هيكلية تسمح بنقل أجزاء مستقلة من دون أن تنهار الآلية بأكملها، ولم يدرك أنه خلق لغزا محيرا حتى حاول إعادة تشكيله للمرة الأولى.
حصل روبيك على البراءة الهنغارية رقم HU170062 لما سماه "ماجيك كيوب" (المكعب السحري) في عام 1975 لكنه لم يحصل على براءة اختراع عالمية في ذلك الوقت. وأختبرت الدفعات الأولى من المكعبات وانتجت أول نماذجها في أواخر عام 1977 ووزعت على متاجر الألعاب في بودابست. وصمم المكعب مستعملا أربطة بلاستيكية تسمح بدوران القطع من دون تفككها بخلاف استعمال المغناطيس كما في تصميم نيكولز. في سبتمبر 1979، وقع روبيك اتفاق مع ايديل تويز لجلب «ماجيك كيوب» إلى العالم الغربي، وظهر اللغز لأول مرة في معارض الألعاب في لندن ونورمبرغ وباريس ونيويورك في شهري يناير وفبراير من عام 1980.
وبعد ظهوره الدولي، أوقف إنتاجه لفترة وجيزة ليعاد تصنيعه بحسب مقاييس السلامة الغربية وكذلك حسب مواصفات التعبئة والتغليف. وصنع مكعب أخف لذا قررت الشركة إعادة تسميته باسم «مكعب روبيك» بعد أن فكرت "بالعقدة المستعصية" وب«الإنكا الذهبي» وصدرت الدفعة الأولى من المجر في مايو 1980. وظهرت أنواع عديدة من المكعبات المقلدة مستفيدة من النقص الأولي من المكعبات في الأسواق.

### منازعات براءة الاختراع
أعطى نيكولز اختراعه لشركة أبحاث مولكولن، الذي رفع دعوى ضد الشركة ايديل تويز في عام 1982. في عام 1984، خسرت ايديل تويز الدعوى والاستئناف. في عام 1986، أكدت محكمة الاستئناف الحكم أن مكعب روبيك 2×2×2 للجيب انتهك براءات اختراع نيكولز، ولكنها نقضت الحكم بالنسبة لمكعب روبيك الثلاثي الأبعاد.
حتى في الوقت الذي كان تجري فيها تجهيزها تطبيق براءات الاختراع لروبيك، تقدم تيروتوشي ايشيغي، وهو مهندس علم نفسه بنفسه وصاحب معمل حدادة بالقرب من طوكيو، قدم للحصول على براءة اختراع يابانية لآلية متطابقة تقريبا والتي منحت في عام 1976. وحتى عام 1999، كان قانون البراءة الياباني القسري المعدل لمكتب براءات الاختراع الممنوحة في اليابان براءات الاختراع اليابانية للتكنولوجيا غير المفصح عنها داخل اليابان دون اشتراط الجدة في جميع أنحاء العالم. وبالتالي، أصبح مقبولاً عموماً بأن عمل إيشيغي هو اختراع مستقل.
في عام 2003 تقدم المخترع اليوناني باناجيوتيس فيرديس بطلب براءة اختراع تصميم لطريقة إنشاء مكعبات ذو بعد أكثر من 5×5×5 وتصل حتى 11×11 ×11. ومنذ 19 يونيو 2008 أنتجت ال فيكيوب ذوات الابعاد 5×5×5 و6×6×6 و7×7×7 بحسب تصاميمه.

## ميكانيكيتها

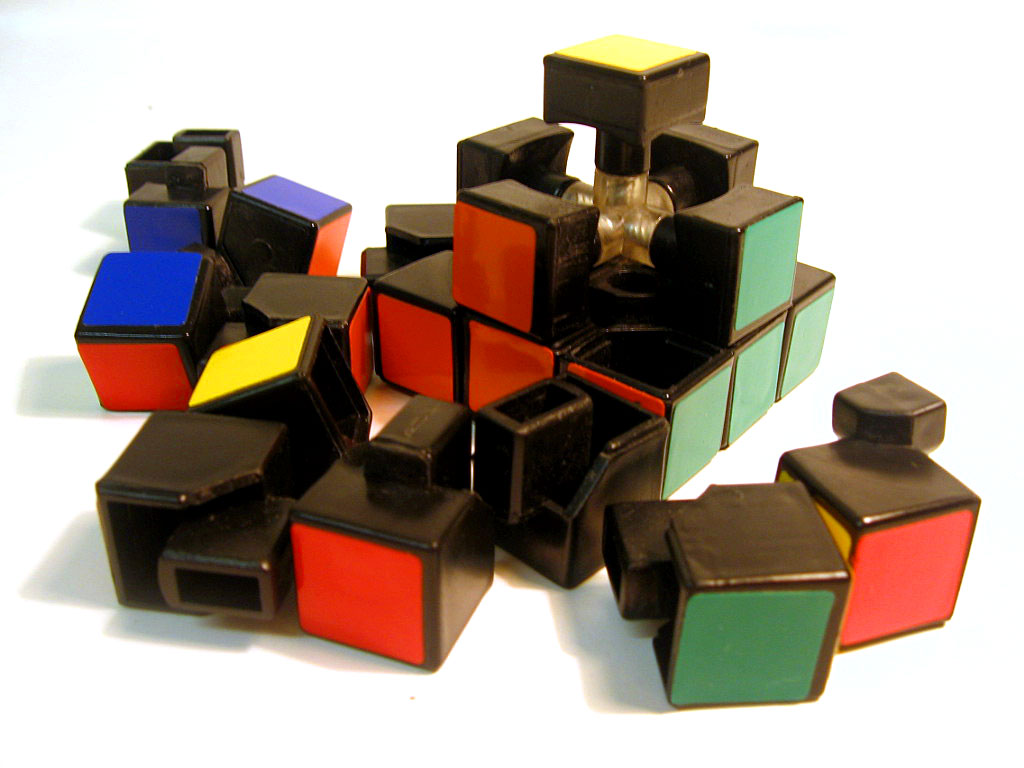
تفكيك جزئي لمكعب روبيك

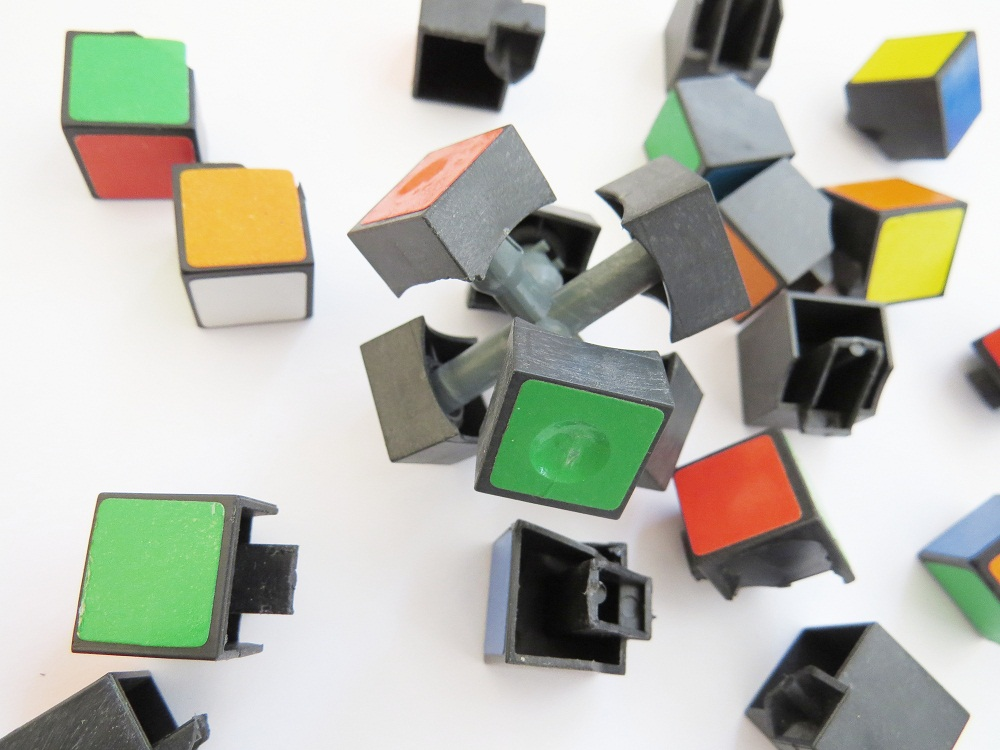
مكعب روبيك مفكك

يكون طول ضلع مكعب روبيك العادي 5,7 سم (حوالي 2 وربع بوصة) على كل جانب. ويتكون المكعب من ستة وعشرين مكعبا صغيرة وتسمى أيضا كعيبات ("cubies" أو "cubelets"). لكل من هذه الكعيبات امتداد مخفي داخلي تسمح لها بالتداخل مع الكعيبات الأخرى، وبنفس الوقت تسمح لها بالحركة إلى مواقع مختلفة. ويتكون الكعيب الأوسط لكل وجه من الوجوه الستة بمربع واجهي واحد. وتلتصق هذه الكعيبات الستة بالآلية الأساسية. وتوفر هذه البنية للكعيبات الأخرى لترتبط بها والدوران حولها. لذلك هناك 27 قطعة:
- قطعة محورية أساسية تتكون من ثلاثة محاور متقاطعة على شكل × ثلالث، وهي التي تمسك الكعيبات الستة الوسطية والتي تسمح لها بالدوران
- وستة وعشرين كعيبة صغيرة من البلاستيك التي تركب على القطعة المحورية وهي تتألف من:
  - 12 كعيبة حدية بوجهين كل وجه بلون
  - 8 كعيبات زاوية عليها 3 اوجه كل وجه بلون
  - 6 كعيبات وسطية بلون واحد

تثبت كل واحدة من الكعيبات الوسطية على القطعة المحورية ببرغي (قفل). ويضع راصور بين رأس كل برغي لسحبه إلى الداخل من دون اعتراض حركته. ويمكن تشديد أو تخفيف شدة البراغي لتغيير «حساسية» المكعب. تستعمل مكعبات روبيك ألاحدث مسامير بدلا من البراغي والتي لا يمكن تعديلها.
يمكن تفكيك المكعب من دون صعوبة كبيرة وذلك بتدوير الطبقة العلية 45 درجة ثم قرص إحدى كعيبات الزاوية بعيدا عن الطبقتين الأخرى تين. وبالتالي تسهل عملية «حل» المكعب عن طريق تفكيكه واعادة تركيبه.
يظهر لكل قطعة مزيج فريد من الألوان، ولكن ليس جميع تركيبات موجودة (على سبيل المثال، إذا كان الأحمر والبرتقالي هما على طرفي نقيض من المكعب، لا يوجد أي قطعة حافة بجانبين أحمر وبرتقالي). ويمكن تغيير موقع هذه المكعبات بالنسبة إلى بعضها البعض بالتواء الثلث الخارجي للمكعب بـ90 درجة، 180 درجة أو · 270 ولكن لا يمكن تغيير الموقع النهائي الجانبين الملونة بالنسبة إلى بعضها البعض: فهي ثابتة من المواقف النسبية للمركز المربعات وتوزيع الألوان. ومع ذلك، يمكن ترتيب ترتيب المكعبات مع باللون البديل الموجود أيضا، على سبيل المثال، قد يكون الأصفر مقابل الأخضر، والأزرق مقابل الوجه الأبيض (مع عكس الأحمر والبرتقالي يواجه المتبقية لم يتغير).
في يوليو 1982 أشار دوغلاس هوفستاتر، في مجلة العلم الأميركي إلى أنه يمكن تلوين المكعبات بطريقة التأكيد على الزوايا أو الحواف، بدلا من الوجوه مثلما يفغل التلوين القياسي، ولكن لم يصبح أيا من هذه الأصباغ البديلة شائعا.

## تحليل بواسطة الرياضيات

### التباديل
لدى مكعب روبيك الأصلي ذو الأبعاد (3 × 3 × 3) ثمانية زوايا واثنتا عشر حافة. وهناك 8! (40320) طرق لترتيب المكعبات الركنية. المنحى سبعة يمكن مستقل، واتجاه الثامنة يعتمد على سبعة السابقة، وإعطاء 3 7 (2187) إمكانيات. وهناك 12!/ 2 (239500800) طريقة لترتيب الحواف. يمكن تقليب أحد عشر حافة بشكل مستقل، مع اعتماد الوجه الثاني عشر على سابقاته، الذي يؤدي إلى إعطاء 2 11 (2048) إمكانية.
{\displaystyle {8!\times 3^{7}\times 12!/2\times 2^{11}}\approx 4.33\times 10^{19}}
هناك بالضبط 43,252,003,274,489,856,000 امكانية، أي ما يقرب من ثلاثة وأربعين كوينتيليون. غالبا ما يعلن أن للغز "مليارات" الإمكانيات إذ ان العدد الحقيقي الكبير قد يكون غير مفهوم للكثيرين.
ويقتصر الرقم السابق على التبديل التي يمكن التوصل إليه من خلال تدوير جوانب المكعب. وإذا أخذنا بعين الاعتبار التباديل من خلال تفكيك المكعب، فيصبح الرقم اثنا عشر مرة أكبر:
{\displaystyle {8!\times 3^{8}\times 12!/2\times 2^{13}}\approx 5.19\times 10^{20}.}
أي 519.024.039.293.878.272.000 ترتيبة ممكنة أي 519 كوينتيليون، ولكن واحدة فقط في الإثني عشر وهذه هي في الواقع قابلة للحل.

### الخوارزمية
في لغة الرسام التكعيبي روبيك '، ويسمى سلسلة من التحركات التي حفظت له التأثير المطلوب على المكعب خوارزمية. هذا المصطلح مشتق من استخدام خوارزمية رياضية، وهذا يعني قائمة تعليمات محددة جيدا لأداء مهمة من إعطاء الأولية لدولة، من خلال تعريف الدول المتعاقبة، حسنا، لوضع نهاية للدولة المرجوة. كل طريقة حل مكعب روبيك على توظف مجموعتها الخاصة من الخوارزميات، جنبا إلى جنب مع وصف ما أثر الخوارزمية، وعندما يمكن استخدامها لتحقيق المكعب أقرب إلى الحل.
تصمم معظم الخوارزميات لتحويل جزء صغير من المكعب دون هرولة الأجزاء الأخرى التي سبق حلها، بحيث يمكن تطبيقها بشكل متكرر إلى مناطق مختلفة من المكعب حتى تحل بالكامل. على سبيل المثال، هناك خوارزميات معروفة للدراجات بثلاث زوايا دون تغيير بقية اللغز، أو التقليب في اتجاه زوج من الحواف بينما ترك الآخرين سليمة.
بعض الخوارزميات يكون لها تأثير بعض المطلوب على مكعب (على سبيل المثال، مبادلة ركنين) ولكن قد يكون أيضا من الآثار الجانبية لتغيير أجزاء أخرى من المكعب (مثل permuting بعض الحواف). خوارزميات هذه هي أبسط كثيرا من تلك التي ليس لها آثار جانبية، وتستخدم في وقت مبكر من الحل عندما يكون معظم أجزاء اللغز لم تحل بعد، والآثار الجانبية ليست مهمة. وعند القرب من نهاية الحل، وأكثر تحديدا (وعادة ما تكون أكثر تعقيدا) تستخدم خوارزميات بدلا من ذلك، تسعى جاهدة لمنع أجزاء محلولة من اللغز ان تتغير.

## الحلول

### تحرك تدوين
يستخدم كثير من هواة مكعب روبيك ذو الأبعاد 3 × 3 × 3 الرموز التي وضعها ديفيد سينغماستر للدلالة على سلسلة من الحركات، تسمى إلى «تدوين سينغماستر». تسمح هذه الخوارزميات في تطبيقها بغض النظر عن الجانب الذي تعين في الأعلى أو عن كيفية تنظيم الألوان على أوجه المكعب. وتستعمل الخوارزمية الاحرف اللاتينية وهي:
- F (الواجهة): من Front أي الجانب الذي يواجهك
- B (الخلف): من Back أي الجانب الآخر للواجهة
- U (الأعلى): Up أي الجانب الأعلى
- D (الأسفل): Down أي الأسفل للمكعب
- L (اليسار):Left الجانب الأيسر المباشر للجزء الأمامي
- R (يمين): Right الجانب الأيمن المباشر للجزء الأمامي
- ƒ (طبقتي الواجهة): الطبقة الوسطى للواجهة
- b (طبقتي الخلف): الطبقة الوسطى الخلفية
- u (طبقتين العلويتين): الطبقة الوسطى العليا
- d  (طبقتين السفليتين): الطبقة الوسطى السفلى
- l  (طبقتين اليساريتين): الطبقى الوسطى اليسارية
- r (طبقتين اليمينتين): الطبقى الوسطى اليمينية
- x (تدوير): تدوير مكعب كامل على R
- y (تدوير): تدوير مكعب كامل على U
- z (تدوير): تدوير مكعب كامل على F

عندما يتبع الحرف رمزا شرطة (') في، فإنه يدل على دوران عكس اتجاه عقارب الساعة، في حين أن الحرف بدون أي رمز يدل على دوران في اتجاه عقارب الساعة. عندما يتبع الحرف رقم 2 (أحيانا مرتفع 2) فإنه يدل على لفتين، أو دوران 180 درجة. R هو دوران الجانب الأيمن في اتجاه عقارب الساعة، اما R’ فهو دوران الجانب الأيمن في بعكس اتجاه عقارب الساعة.  وتستخدم الحروف  x ، y ، z ' للإشارة إلى أن تدوير كامل المكعب على محوره.  عندما تستعمل ' x ، y z أو  مع رمز الشرطة، فهو مؤشر على تدوير المكعب في الاتجاه المعاكس.  وعندما ترفع إلى أس 2 فيعني تدوير المكعب مرتين.  
في الخوارزميات التي تستخدام تدوير الطبقة الوسطى فيضاف احرف MES التي استخدمت على سبيل المثال في خوارزمية مارك ووترمان. وهي كالتالي:
- M (الوسط): طبقة بين لL والR أي دوران L (من الأعلى إلى الأسفل)
- E (خط الاستواء): طبقة بين U وD أي دوران كما D (اليسار -اليمين)
- S (واقفا): طبقة بين F وB والتوجيه نحول كما F

### الحلول المثلى
ورغم وجود عدد كبير من الإمكانيات الممكنة لمكعب روبيك، هناك عدد من الحلول التي تسمح بحل المكعب في أقل من 100 حركة.
واكتشاف العديد من الحلول العامة على نحو مستقل. وأكثر طريقة شعبية هي طريقة طورها ديفيد سينغماستر ونشرت في كتاب ملاحظات على روبيك «ماجيك كيوب» في 1981. هذا الحل ينطوي على حل مكعب طبقة بعد طبقة: يتم أولا حل طبقة واحدة (تسمى الأعلى)، تليها طبقة وسطى ثم طبقة نهائية ثم القاع. بعد ممارسة أسلوب حل مكعب طبقة بعد طبقة، يمكن أن يتم حلها في أقل من دقيقة واحدة. حلول عامة أخرى تشمل أسلوب «حل الزوايا لا» أو مزيج من عدة اساليب أخرى. في عام 1982، افترض ديفيد ستينغماستر والكسندر فراي أن عدد الخطوات اللازمة لحل مكعب روبيك، باتباع خوارزمية مثلى، قد لا تتعدى ال 30 حركة (بالتحديد في «العشرينات المنخفضة»). في عام 2007، استعمل جين كوبرمان ودانيال كانكل طرق البحث على الكمبيوتر لإثبات أنه يمكن حال مكعب روبيك 3×3×3 ب 26 حركة أو أقل.
في عام 2008، خفض توماس روكيكي هذا الرقم إلى 22 حركة، وفي يوليو 2010، قام فريق من الباحثين بما في ذلك روكيكي، والعمل مع جوجل، ليصبح 20 حركة. هذا هو الأمثل، ونظرا لوجود بعض الحالات التي تتطلب 20 خطوة لبدء الحل.
والأسلوب الذي يتتبعه طلاب السرعة هو أسلوب طورته جيسيكا فريدريتش. وهو مشابه لأسلوب طبقة من طبقة ولكن يعمل على استخدام عدد كبير من الخوارزميات، وخاصة بالنسبة لتبادل وتدوير الطبقة السالفة. ويتم عبر الأولى تليها زوايا أول طبقة وحواف الطبقة الثانية في وقت واحد، مع كل زاوية الاقتران مع قطعة حافة ثاني طبقة. ثم أعقب ذلك حسب توجيه طبقة مشاركة تراتيب ثم طبقة الماضي (وOLL PLL على التوالي). حل فريدريتش يتطلب تعلم ما يقارب من 120 خوارزمية ولكنه يسمح أن تحل المكعب ب55 حركة في المتوسط.
الحل النهائي للمكعب روبيك لفيليب مارشال هو نسخة معدلة من طريقة فريدريتش، حيث بلغ متوسطها 65 حركة التي تتطلب فقط بعد تحفيظ خوارزميات عامين فقط.
طريقة معروفة وضعها الآن لارس بيتروس التي يتم حل قسم 2 × 2 × 2 الأول، تليها 2 × 2 × 3، ثم حواف غير صحيحة يتم حلها باستخدام خوارزمية ثلاثية التحرك، الذي يلغي الحاجة لخوارزمية 32 - تحرك محتمل في وقت لاحق. المبدأ الكامن وراء ذلك هو أنه في أسلوب الطبقة بعد طبقة يجب كسر باستمرار وإصلاح الطبقة الأولى، و2 × 2 × 2 × 2 و 2 × 3 أقسام تسمح بإلغاء ثلاثة أو طبقتين من دون تخريب التقدم. واحدة من مزايا هذا الأسلوب هو أنه يميل إلى إعطاء الحلول في عدد أقل من الحركات.
في عام 1997، نشرت ديني ديدمور حل باستخدام الرموز البيانية التي تمثل تكون الحركات L، بدلا من التدوين المعتاد.

## المسابقات والسجلات

### مسابقات سبيدكيوبينغ
سبيدكيوبينغ (أو Speedcubing؛ التكعيب السريع) هي ممارسة تحاول ايجاد حل لمكعب روبيك في أقصر وقت ممكن. وهناك عدد من مسابقات سبيدكيوبينغ التي تجري في جميع أنحاء العالم.
نظمت «مجموعة كتاب غينيس للارقام العالمية» أول بطولة في ميونيخ يوم 13 مارس 1981. وحركت جميع المكعبات 40 مرة وشحمت بجل الفازلين. سجل الفائز، جوري فورشي من ميونيخ 38 ثانية. اما أول بطولة عالمية فجرت في بودابست في 5 يونيو 1982، وفاز بها مينه ثاي، وهو طالب فيتنامي من لوس انجليس، مسجلا 22.95 ثانية.
منذ عام 2003، صار تحديد الفائز بحساب متوسط ثلاثة محاولات وسطى من خمس محاولات. كما يسجل أفضل وقت واحد من كل محاولة، وتحتفظ رابطة المكعب العالمية بجميع سجلات العالم. في عام 2004، أمرت بلزوم استخدام جهاز توقيت خاص يسمى جهاز توقيت ستاكمات (Stackmat).
بالإضافة إلى المسابقات الرسمية، عقدت مسابقات بديلة غير رسمية التي تدعو المشاركين إلى حل المكعب بحالات غير عادية. بعض هذه الحالات هي:
- حل المكعب معصوب العينين[37]
- حل المكعب مع بفريق من شخصين واحد معصوب العينين والآخر يرشده بما عليه القيام به، والمعروفة باسم «فريق الغمامة»
- حل المكعب تحت الماء في نفس واحد[38]
- حل المكعب باستخدام يد واحدة[39]
- حل المكعب باستخدام القدم[40]

من هذه المسابقات غير الرسمية، تعتمد الرابطة العالمية ثلاث مسابقات فقط كمسابقات رسمية وهي: معصوب العينين، بيد واحدة، والقدمين.
في حل المعصوب العينين، يقوم المتسابق بدراسة المكعب أولا (أي النظر إليها من دون عصابات)، ثم تعصب العينين قبل دوره. يتم حسبان الوقت بتسجيل كلا من الوقت الذي تستغرقه دراسة مكعب والوقت الذي يقضيه بالتلاعب به.

### أرقام قياسية
صاحب الرقم القياسي العالمي الحالي لمرة واحدة على مكعب روبيك 3 × 3 × 3 هو الصيني يوشينغ دو (Yusheng Du) في مدينة ووهو (Wuhu) الصينية، وكسر يوشينغ الرقم القياسي العالمي السابق 4.22 ثانية لفيليكس زيمديغس، عن طريق حل المكعب روبيك هذه المرة في 3.47 ثانية فقط. في عام 2018.
وفى شهر يونيه عام 2023 قام شاب بتحطيم الرقم القياسى ليصبح 3.134 ثانيه في واحده اشبه بالمعجزه كون الشاب مصاب بالتوحد

## الاختلافات
هناك أشكال مختلفة من مكعبات روبيك مع ما يصل إلى سبع طبقات: 2 × 2 × 2 (مكعب جيب / ميني مكعب)، ومعيار 3 × 3 × 3 المكعب، 4 × 4 × 4 \(للانتقام روبيك / ماجستير مكعب)، وفي 5 × 5 × 5 (أستاذ في المكعب)، و6 × 6 × 6 (الخامس مكعب 6)، و7 × 7 × 7 (الخامس مكعب 7).مكعب CESailor للتكنولوجيا الإلكترونية هو البديل الإلكتروني للمكعب 3x3x3. هناك نوعان من مفاتيح على كل الصفوف والأعمدة. الضغط على مفاتيح يشير إلى اتجاه دوران، الذي يتسبب في عرض الصمام لتغيير الألوان، ومحاكاة تناوب حقيقي. عرض هذا المنتج في معرض حكومة تايوان لتصاميم طلاب الكليات في 30 أكتوبر 2008.
وقد ألهم المكعب لفئات عديدة وكاملة من ألغاز مماثلة، تسمى «الألغاز الملتوية»، والذي تتضمن مكعبات من مختلف الأحجام المذكورة أعلاه فضلا عن غيرها من الأشكال الهندسية المختلفة. بعض الأشكال وتشمل هذه رباعي الوجوه (بيرامكس)، والمجسم الثماني (ماسة سكويب)، والثنعشري (ميغامينكس)، والعشروني الوجوه (دودجك). وهناك أيضا الألغاز التي تغير شكلها مثل أفعى روبيك ومربع واحد.

### ألغاز بتصميم خاص
في الماضي، بنيت ألغاز تشبه مكعب روبيك، أو تعتمد على نفس نمط أليات عمله الداخلية. على سبيل المثال، متوازي المستطيلات وهو لغز على أساس مكعب روبيك، ولكن مع أبعاد وظيفية مختلفة، مثل، 2 × 3 × 4، 3 × 3 × 5 أو 2 × 2 × 4. وتستند العديد من أشباه المكعبات على آليات 4 × 4 × 4 أو 5 × 5 × 5، عن طريق بناء ملحقات البلاستيكية مباشرة أو عن طريق تعديل الآلية نفسها.
بعض الألغاز المخصصة لا تعتمد أي الآلية قائمة، مثل الإصدار الثاني (v2 لجيغامينكس - v1.5، شطبة مكعب، سوبر إكس، تورو، روا، و1 × 2 × 3. وعادة ما تكون هذه الألغاز مجموعة أساسية من 3D مطبوعة، التي يتم نسخها ثم باستخدام تقنيات صب والصب لإنشاء اللغز النهائي. [بحاجة لمصدر]
تعديلات أخرى لمكعب روبيك تشمل مكعبات التي تم تمديدها أو اقتطاعها لتشكيل شكل الجديد. مثال على ذلك هو المجسم الثماني في ترابجر، والتي يمكن بناؤها من قبل قطع وتمديد أجزاء من 3 × 3 العادية. يمكن تكييف معظم هذه الاشكال لتشكيل مكعبات العليا.

### برمجيات مكعب روبيك
يمكن محاكاة ألغاز مكعب روبيك بواسطة برامج الكمبيوتر، والتي توفر وظائف مثل تسجيل قياسات اللاعب، تخزين مواقع المكعب، إجراء المسابقات على الإنترنت، وتحليل تسلسل الحركات، والتحويل بين ترميزات النقل المختلفة. يمكن للبرمجيات أيضا محاكاة الألغاز الكبيرة جدا التي ليست عملية للبناء مثل مكعبات × 1000 × 1000 100 و× 100 × 100 1000، فضلا عن الألغاز الافتراضية التي لا يمكن بنائها حقيقة مثل مكعبات ذات ابعاد أكثر من 3.

## الثقافة الشعبية
ظهرت في العديد من الأفلام والبرامج التلفازية شخصيات تستطيع حل مكعب روبيك بسرعة عالية كدلالة على الذكاء العالي. وكما يستعمل مكعب روبيك بانتظام كميزة زخرفية في الأعمال الفنية.

## وصلات خارجية
- الموقع الرسمي
- مكعب روبيك على مشروع الدليل المفتوح